# 臺北市私立靜修高級中學
臺北市天主教靜修高級中學，簡稱靜修高中、靜修中學，舊稱靜修女中。是一所位於台灣台北市大同區的私立學校，為天主教道明會設立之中學。設有高中部與國中部，高中部又分為普通科和專業群科（應用英語科、應用日語科、商業經營科）。

## 校史
- 創校於1916年（大正5年），提供日人及台灣籍優良之女子教育，是台灣最早設立的天主教女子學校。
  - 當時，台北天主教道明會首任宗座監牧西班牙神父根禮孟德，鑑於台灣女子受教育的不平等，於是力排萬難，在當時的台北大稻埕蓬萊町，購地興建校舍。
- 1917年（大正6年），正式招生，兼收臺、日籍學生，校名「私立靜修高等女學校」，根禮孟德斯神父任第一任校長，並委任道明傳教修女會處理校務。
- 1945年（民國34年），二戰後，改為初中及高中兩部，並改校名為「臺北市私立靜修女子中學」，委任修女洪奇珍為第六任校長。
- 1968年（民國57年），增設日間部商科會計事務科，及夜間部商業補習學校。
- 1990年（民國79年），加設商業文書事務科。
- 1996年（民國85年），再設夜間部商業經營科，成為國中、高中、高職、日夜間部兼備的完全中學，達到多元化的教育目標。
- 2007年（民國96年），開放招收男生，但只限定國中部，為甄試入學。
- 2018年 （民國107年），國中部男女皆可直升高中。[1]

- 2018年（民國107年），國中部開設加拿大ESL雙語課程。[1]
- 2020年7月6日（民國109年），由原先校名「臺北市私立靜修女子高級中學」正式更名為「臺北市私立靜修高級中學」。[2]

## 校訓
靜心修身
氣質滿分
靜：靜肅常思自己的過失
心：專心攻讀自己的學業
修：努力修養自己的品德
身：勤謹鍛鍊自己的身體

## 學校特色
- 靜修為綜合型學校，普通高中附設職業類科（應用英語科、應用日語科、商業經營科）及國中部（男女兼收，均可直升）。[3]

## 歷任校長
| 任別             | 姓名       | 備註 |
| ---------------- | ---------- | ---- |
| 創辦人兼首任校長 | 根禮孟德斯 | 神父 |
| 2                | 根禮孟多   | 神父 |
| 3                | 多瑪斯     | 神父 |
| 4                | 小宮元之助 |      |
| 5                | 鈴木讓三郎 |      |
| 6                | 陳若瑟     | 神父 |
| 7                | 洪奇珍     | 修女 |
| 8                | 潘薇       | 修女 |
| 9                | 蘇嬰珠     | 修女 |
| 10               | 歐陽台英   | 校長 |
| 11(現任)         | 蔡英華     | 校長 |

## 籃球隊
該校的籃球隊，曾經與台元女子籃球隊建教合作，在高中籃球聯賽的成績為，78學年度：亞軍、79學年度：季軍、80學年度：亞軍、81學年度：第六名、82學年度：第四名、83學年度：第四名、84學年度：第六名、85學年度：第八名。

## 校友
第一屆傑出校友獎（90週年校慶）—2006年／民國95年

| 王文驊 | 林南西 | 邱大環 | 邱罔市 | 梁秀中 |
| 連方瑀 | 陳冠穎 | 葉紫華 | 劉碧嬅 | 蕭美鈴 |

第二屆傑出校友獎（91週年校慶）—2007年／民國96年
| 王秀蘭 | 姜蕙英 |

第三屆傑出校友獎（95週年校慶）—2011年／民國100年

| 李秀蓮 | 金周春美 | 張小燕 |

第四屆傑出校友獎（100週年校慶）—2016年／民國105年
| 方綉媚   | 王德蘭 | 李兆環 | 李彥秀 | 林玉春 |
| 張吳玲玲 | 盛賜民 | 陳良娟 | 黃秀婉 | 詹鳳春 |

## 姊妹校
- 日本愛知縣：光之丘女子高等學校（日语：光ヶ丘女子高等学校）

## 外部連結
- 臺北市私立靜修高級中學 （页面存档备份，存于）
- 靜修官方粉絲專頁 （页面存档备份，存于）
- 文化協會創始地：靜修導覽